# Frauca
Frauca es un despoblado español perteneciente al municipio de Jaca, en la Jacetania, provincia de Huesca, Aragón. 

## Urbanismo
Se trata de un conjunto de tres casas concentradas en un promontorio con una gran cantidad de edificios anexos de tipo agrícola que estaban ubicadas en la Val Estrecha, parte del valle de Jarlata y al pie de Los Capitiellos, formación rocosa ubicada entre Jaca y Sabiñanigo.

## Historia
Aparece en algunos documentos por primera vez en el siglo XV, donde se mencionan cuatro fuegos aunque posteriormente en el nomenclátor del 1857 aparece con tres casas abiertas y veintisiete habitantes, perdiendo dos habitantes en el del 1897.
En el año 1890 el pueblo seguía pagando diezmos y primicias a la iglesia, siendo uno de los pocos pueblos que aún lo hacían hasta que en el 1900 decidieron dejar de hacerlo, lo que conllevó una denuncia por la iglesia y para su defensa los habitantes contrataron a un abogado de Jaca que terminó comprando el pueblo después de perder el pleito y de que se desalojase el pueblo en el 1905, arrendándolo entonces a una familia hasta su abandono en los años setenta.
Con el tiempo el abandono de los edificios ha causado que todos se hayan derrumbado menos una borda y un pozo de agua.

## Patrimonio

### Religioso

#### Iglesia de San Saturnino
Se trataba de un templo de una sola nave de cabecera recta con una pequeña torre adosada de estilo popular construido en el siglo XVIII y que contaba con un pequeño cementerio adosado al mismo.